# Schizotrypus planus
Schizotrypus planus är en insektsart som beskrevs av Andrej Vasiljevitj Gorochov 1999. Schizotrypus planus ingår i släktet Schizotrypus och familjen syrsor. Inga underarter finns listade i Catalogue of Life.